# PSV (vrouwenvoetbal)
PSV Vrouwen is een Nederlandse vrouwenvoetbalclub uit Eindhoven. De club werd opgericht op 4 juni 2012 als PSV/FC Eindhoven, maar staat sinds 1 juli 2015 bekend onder de naam PSV. De club komt uit in de Eredivisie Vrouwen en speelt haar thuiswedstrijden op Sportcomplex De Herdgang en sporadisch in het Philips Stadion. PSV Vrouwen kent ook een jeugdteam onder de naam Jong PSV Vrouwen, uitkomend in de beloftencompetitie; de hoogste divisie in Nederland voor speelsters onder 19 jaar.

## Geschiedenis

### Ontstaan van de club
Op 4 juni 2012 werd bekendgemaakt dat PSV en FC Eindhoven gezamenlijk een vrouwenelftal hadden ingeschreven voor deelname aan de Women's BeNe League.
Hesterine de Reus wordt op dat moment aangesteld als trainster voor het eerste seizoen en de club zal haar thuiswedstrijden in het Jan Louwers Stadion gaan spelen.
Na goed overleg tussen de KNVB, VVV-Venlo en PSV/FC Eindhoven wordt er op 12 juni 2012 besloten dat het vrouwenelftal van VVV-Venlo met ingang van het seizoen 2012/2013 uit de competitie wordt gehaald ten faveure van PSV/FC Eindhoven. Hierdoor komt het elftal van PSV/FC Eindhoven in het eerste seizoen uit in de Women's BeNe League.

### Naamsverandering
Vanaf het seizoen 2015/16 gaat de club officieel verder onder de naam PSV. De aanleiding hiervan is het zich terugtrekken van FC Eindhoven uit het vrouwenvoetbal. Zodoende neemt PSV de club onder haar hoede. Door deze verandering zal het team in dezelfde kleuren als het mannenteam gaan spelen.

### Jong PSV Vrouwen
Vanaf het seizoen 2019/20 omarmt PSV Vrouwen ook een jeugdteam; Jong PSV Vrouwen. Als de KNVB haar handen afhaalt van de CTO-opleidingen in Amsterdam en in Eindhoven, worden deze programma's overgenomen door AFC Ajax en PSV. Jong PSV Vrouwen komt uit in de beloftencompetitie; de hoogste divisie in Nederland voor speelsters onder 19 jaar. Door de coronacrisis konden zij seizoen 2019/20 en 2020/21 echter niet uitspelen.

## Algemeen

### Tenue
In de eerste drie seizoenen bestond het tenue van de vrouwen van PSV/FC Eindhoven uit andere kleuren dan die daarna. In het eerste seizoen speelden de vrouwen in een wit shirt met blauwe broek. De twee daaropvolgende seizoenen bestond het tenue uit een donkerblauw shirt met donkerblauwe broek.
Vanaf het seizoen 2015/16 spelen de PSV vrouwen in hetzelfde tenue als alle mannenteams van de Eindhovense club. Rood-wit voor thuiswedstrijden en wisselende uittenues per seizoen.

### Sponsoring
In de beginperiode had PSV Vrouwen dezelfde sponsoren als de mannen, ondanks de samenwerking met FC Eindhoven. Nike werd de eerste kledingsponsor van PSV Vrouwen en was dit tot en met het seizoen 2014-2015. PSV sloot vervolgens een akkoord met Umbro tot en met 2019-2020. Sindsdien is Puma de kledingsponsor.
| Periode   | Kledingsponsor | Shirtsponsor                       | Shirtsponsor rug | Shirtsponsor mouw links | Shirtsponsor mouw rechts | Shirtsponsor nek |
| --------- | -------------- | ---------------------------------- | ---------------- | ----------------------- | ------------------------ | ---------------- |
| 2012-2015 | Nike           | Philips                            | Freo             |                         |                          |                  |
| 2015-2016 | Umbro          | Philips                            |                  |                         |                          |                  |
| 2016-2017 | Umbro          | energiedirect.nl                   | Philips          |                         |                          |                  |
| 2017-2018 | Umbro          | energiedirect.nl                   | Philips          | PSV Energie             |                          |                  |
| 2018-2019 | Umbro          | energiedirect.nl                   | Philips          |                         |                          |                  |
| 2019-2020 | Umbro          | Metropoolregio Brainport Eindhoven | Philips          | energiedirect.nl        |                          |                  |
| 2020-2021 | Puma           | Metropoolregio Brainport Eindhoven | Philips          | in3                     | TOTO                     |                  |
| 2021-2022 | Puma           | Metropoolregio Brainport Eindhoven | TOTO             | in3                     |                          | Philips          |
| 2022-2023 | Puma           | High Tech Campus                   | TOTO             |                         |                          | Philips          |
| 2023-2024 | Puma           | High Tech Campus                   | TOTO             | Otto Workforce          |                          | Philips          |
| 2024-2025 | Puma           | High Tech Campus                   | TOTO             | Otto Workforce          |                          | Philips          |
| 2025-2026 | Puma           | Fe+male Tech Heroes                | Joe              | Otto Workforce          |                          | Philips          |

## Organisatie
| Management         |           |                        |      |
| Sandra Doreleijers | Nederland | Manager Vrouwenvoetbal | 2018 |
| Maud Roetgering    | Nederland | Technisch Manager      | 2023 |

## Eerste elftal

### Selectie
Bijgewerkt op 13 februari 2025
| Nr.           | Naam                   | Geboortedatum | Sinds | Vorige Club          |
| ------------- | ---------------------- | ------------- | ----- | -------------------- |
| Keepers       |                        |               |       |                      |
| 1             | Nicky Evrard           | 26-05-1995    | 2024  | Chelsea FC           |
| 16            | Lisan Alkemade         | 23-07-2002    | 2021  | Jeugd                |
| 26            | Moon Pondes            | 03-10-2000    | 2022  | PEC Zwolle           |
| Verdedigers   |                        |               |       |                      |
| 2             | Sara Thrige            | 15-05-1996    | 2024  | AC Milan             |
| 3             | Gwyneth Hendriks       | 04-03-2001    | 2022  | ADO Den Haag         |
| 4             | Veerle Buurman         | 21-04-2006    | 2023  | Jeugd                |
| 5             | Melanie Bross          | 21-04-1997    | 2020  | sc Heerenveen        |
| 8             | Siri Worm              | 20-04-1992    | 2022  | Eintracht Frankfurt  |
| 23            | Myrthe Kemper-Moorrees | 12-12-1994    | 2024  | Fortuna Sittard      |
| 24            | Emmeke Henschen        | 26-04-2003    | 2022  | VV Alkmaar           |
| 25            | Emma Frijns            | 25-02-2005    | 2022  | Jeugd                |
| Middenvelders |                        |               |       |                      |
| 6             | Sisca Folkertsma       | 21-05-1997    | 2024  | Feyenoord            |
|               | Janneke Verheijen      | 08-052-2003   | 2021  | Jeugd                |
| 14            | Laura Strik            | 07-06-1996    | 2020  | sc Heerenveen        |
| 17            | Lore Jacobs            | 27-04-2005    | 2024  | RSC Anderlecht       |
| 20            | Nina Nijstad           | 05-03-2003    | 2023  | sc Heerenveen        |
| 21            | Robine Lacroix         | 02-06-2005    | 2023  | Jeugd                |
| 27            | Riola Xhemaili         | 05-03-2003    | 2024  | VfL Wolfsburg (huur) |
| Aanvallers    |                        |               |       |                      |
| 9             | Joëlle Smits           | 07-02-2000    | 2022  | VfL Wolfsburg        |
| 11            | Renate Jansen          | 07-12-1990    | 2024  | FC Twente            |
| 18            | Shanique Dessing       | 31-12-2000    | 2024  | ADO Den Haag         |
| 19            | Fleur Stoit            | 04-01-2004    | 2023  | Jeugd                |
| 22            | Chimera Ripa           | 16-12-2001    | 2022  | sc Heerenveen        |
| 29            | Fenna Kalma            | 21-11-1999    | 2025  | VfL Wolfsburg        |
| 49            | Ranneke Derks          | 29-04-2008    | 2024  | Jeugd                |

### Staf
Bijgewerkt tot 19 januari 2024
| Technische staf    |                   |                               |      |                            |
| Vlag van Nederland | Roeland ten Berge | Hoofdcoach                    | 2023 | Go Ahead Eagles            |
| Vlag van Nederland | Ben van Dael      | Assistent-coach               |      |                            |
| Vlag van Nederland | Eser Elmali       | Keeperstrainer                |      |                            |
| Vlag van Nederland | Mark den Brok     | Hoofdtrainer Jong PSV Vrouwen | 2020 |                            |
| Begeleidende staf  |                   |                               |      |                            |
| Vlag van Nederland | Tim Mooren        | Teammanager                   | 2021 | Nederlands Elftal onder 17 |
| Vlag van Nederland | Niëlle Gosen      | Fysieke trainer               |      |                            |
| Vlag van Nederland | Ricardo Meijer    | Fysiotherapeut                |      | KNGU                       |
| Vlag van Nederland | Rolf Timmermans   | Clubarts                      |      |                            |
| Vlag van Nederland | Robin Joostens    | Mental coach                  |      |                            |
| Vlag van Nederland | Merel Mastenbroek | Video-analist                 |      |                            |

## Erelijst
| Nationaal      |    |         |
| KNVB Beker     | 1x | 2020/21 |
| Eredivisie Cup | 1x | 2024/25 |

## Overzichtslijsten

### Competitie
- 2013 3e
Women's BeNe League
- 2014 7e
Women's BeNe League
- 2015 5e
Women's BeNe League
- 2016 3e
Eredivisie
- 2017 3e
Eredivisie
- 2018 5e
Eredivisie
- 2019 3e
Eredivisie
- 2020 1e
Eredivisie
- 2021 2e
Eredivisie
- 2022 3e
Eredivisie
- 2023 4e
Eredivisie
- 2024 3e
Eredivisie
- 2025 2e
Eredivisie

In elke staaf van de grafiek staat van boven naar beneden vermeld: 
- Eindnotering

Dit is de positie die de club heeft bereikt in de competitie, zonder eventuele beslissings-, play-off- of nacompetitiewedstrijden die nodig zijn geweest om bijvoorbeeld de kampioen van de competitie te bepalen.
Indien een * achter het getal staat is de notering een tussenstand en kan het zijn dat de notering niet overeenkomt met de uiteindelijke eindstand van de competitie.
Staat er een - dan is het seizoen nog bezig en is er geen definitieve uitslag bekend.
Staat er xx op de positie van de notering, dan heeft de club vroegtijdig de competitie verlaten. Dit kan onder andere komen door terugtrekking van het team, faillissement van de club of door een uitgedeelde straf van de KNVB. In veel gevallen staat elders in het artikel de reden vermeld.
Staat er een ? dan is het resultaat uit het verleden onbekend, en is alleen de competitie of het niveau bekend van dat seizoen.
In de seizoenen 2019/20 en 2020/21 werd wegens de coronacrisis het amateurvoetbal afgebroken. Daardoor kennen deze staven geen eindklassering (middels -- weergegeven).
- Competitieniveau en afdelingsletter of Officiële eindstand Eredivisie
  - Competitieniveau en afdelingsletter

Hierbij geeft het getal het niveau weer, dat ook terug te vinden is in de legenda. De letter is de afdelingsaanduiding en wordt gebruikt wanneer er meer afdelingen zijn op hetzelfde niveau. De afdelingsletter is altijd een hoofdletter en wordt meestal zonder nummer gebruikt.
Voorbeeld: 2F is niveau 2e klasse competitie F.
Het competitieniveau en nummer wordt niet vermeld wanneer er slechts één competitie van dit niveau was.
  - Officiële eindstand Eredivisie (getal staat tussen haakjes vermeld)

Sinds de introductie van play-offwedstrijden voor Europees voetbal na afloop van de reguliere competitie in 2005/06, is de KNVB verplicht een eindstand van de Eredivisie door te geven aan de UEFA aan de hand van deze play-offwedstrijden.
Bij deze eindstand staan clubs die zich hebben gekwalificeerd voor Europees voetbal hoger dan clubs die zich niet wisten te kwalificeren. Indien er geen verschil was tussen de eindnotering en de officiële eindstand, staat dit getal niet vermeld.

- Onderafdeling

Hier staat afgekort de naam van de onderafdeling indien de club in dat jaar in een onderafdeling uitkwam. Tevens staat deze afkorting in de legenda en wordt gelinkt naar het artikel over deze onderafdeling. Deze afkorting wordt alleen vermeld wanneer de club in het verleden in verschillende onderafdelingen heeft gespeeld. Deze vermelding is in de staaf altijd in kleine letters. Deze onderafdelingen zijn na het seizoen 1995/96 afgeschaft. Heeft de club in slechts één onderafdeling gespeeld, dan is dit alleen terug te vinden in de legenda.
Onder de staaf staat het jaartal vermeld waarin het seizoen is afgesloten. 15 verwijst naar het seizoen 2014/15 of eventueel het seizoen 1914/15.
Wanneer een staaf leeg is, zijn deze gegevens niet bekend. Het kan ook zijn dat de club dat seizoen niet heeft meegespeeld op het hogere amateurniveau, vroegtijdig de competitie heeft verlaten of uit de competitie is gezet.

In het seizoen 1944/45 was er wegens de Tweede Wereldoorlog geen regulier competitievoetbal.
- Eredivisie
- Women's BeNe League

- 2012 – 2015: PSV/FC Eindhoven
- 2015 – heden: PSV

### Seizoensoverzichten
| Resultaten van PSV sinds de toetreding in het vrouwenvoetbal in 2012 | Resultaten van PSV sinds de toetreding in het vrouwenvoetbal in 2012 | Resultaten van PSV sinds de toetreding in het vrouwenvoetbal in 2012 | Resultaten van PSV sinds de toetreding in het vrouwenvoetbal in 2012 | Resultaten van PSV sinds de toetreding in het vrouwenvoetbal in 2012 | Resultaten van PSV sinds de toetreding in het vrouwenvoetbal in 2012 | Resultaten van PSV sinds de toetreding in het vrouwenvoetbal in 2012 | Resultaten van PSV sinds de toetreding in het vrouwenvoetbal in 2012 | Resultaten van PSV sinds de toetreding in het vrouwenvoetbal in 2012 | Resultaten van PSV sinds de toetreding in het vrouwenvoetbal in 2012 | Resultaten van PSV sinds de toetreding in het vrouwenvoetbal in 2012 | Resultaten van PSV sinds de toetreding in het vrouwenvoetbal in 2012 | Resultaten van PSV sinds de toetreding in het vrouwenvoetbal in 2012 | Resultaten van PSV sinds de toetreding in het vrouwenvoetbal in 2012 |
| Seizoen                                                              | Competitie                                                           | Competitie                                                           | Competitie                                                           | Competitie                                                           | Competitie                                                           | Competitie                                                           | Competitie                                                           | Competitie                                                           | Competitie                                                           | Kwalificatie                                                         | KNVB Beker                                                           | Eredivisie Cup                                                       | Bijzonderheid |
| Seizoen                                                              | Divisie                                                              | GW                                                                   | W                                                                    | G                                                                    | V                                                                    | PNT                                                                  | DV                                                                   | DT                                                                   | POS                                                                  | Kwalificatie                                                         | KNVB Beker                                                           | Eredivisie Cup                                                       | Bijzonderheid |
| -------------------------------------------------------------------- | -------------------------------------------------------------------- | -------------------------------------------------------------------- | -------------------------------------------------------------------- | -------------------------------------------------------------------- | -------------------------------------------------------------------- | -------------------------------------------------------------------- | -------------------------------------------------------------------- | -------------------------------------------------------------------- | -------------------------------------------------------------------- | -------------------------------------------------------------------- | -------------------------------------------------------------------- | -------------------------------------------------------------------- | --- |
| 2012/13                                                              | BeNe League Orange                                                   | 14                                                                   | 6                                                                    | 5                                                                    | 3                                                                    | 23                                                                   | 24                                                                   | 21                                                                   | 3e                                                                   | Women's BeNe League A                                                | Achtste finale                                                       | Niet gespeeld                                                        | Halve competitie Eerste seizoen van PSV/FC Eindhoven |
| 2012/13                                                              | Women's BeNe League A                                                | 14                                                                   | 7                                                                    | 5                                                                    | 2                                                                    | 26                                                                   | 22                                                                   | 11                                                                   | 3e                                                                   | –                                                                    | Achtste finale                                                       | Niet gespeeld                                                        | – |
| 2013/14                                                              | Women's BeNe League                                                  | 26                                                                   | 12                                                                   | 3                                                                    | 11                                                                   | 39                                                                   | 48                                                                   | 42                                                                   | 7e                                                                   | –                                                                    | Finalist                                                             | Niet gespeeld                                                        | – |
| 2014/15                                                              | Women's BeNe League                                                  | 24                                                                   | 11                                                                   | 4                                                                    | 9                                                                    | 37                                                                   | 46                                                                   | 39                                                                   | 5e                                                                   | –                                                                    | Kwartfinale                                                          | Niet gespeeld                                                        | – |
| 2015/16                                                              | Eredivisie                                                           | 24                                                                   | 14                                                                   | 3                                                                    | 7                                                                    | 45                                                                   | 57                                                                   | 35                                                                   | 3e                                                                   | –                                                                    | Halve finale                                                         | Niet gespeeld                                                        | Naamsverandering naar PSV |
| 2016/17                                                              | Eredivisie                                                           | 21                                                                   | 12                                                                   | 3                                                                    | 6                                                                    | 39                                                                   | 56                                                                   | 26                                                                   | 3e                                                                   | Kampioensgroep                                                       | Finalist                                                             | Niet gespeeld                                                        | – |
| 2016/17                                                              | Eredivisie (Kampioensgroep)                                          | 6                                                                    | 1                                                                    | 0                                                                    | 5                                                                    | 23                                                                   | 4                                                                    | 8                                                                    | 3e                                                                   | –                                                                    | Finalist                                                             | Niet gespeeld                                                        | – |
| 2017/18                                                              | Eredivisie                                                           | 16                                                                   | 6                                                                    | 4                                                                    | 6                                                                    | 22                                                                   | 30                                                                   | 18                                                                   | 5e                                                                   | Kampioensgroep                                                       | Finalist                                                             | Niet gespeeld                                                        | – |
| 2017/18                                                              | Eredivisie (Kampioensgroep)                                          | 8                                                                    | 1                                                                    | 2                                                                    | 5                                                                    | 16                                                                   | 18                                                                   | 27                                                                   | 5e                                                                   |                                                                      | Finalist                                                             | Niet gespeeld                                                        | – |
| 2018/19                                                              | Eredivisie                                                           | 16                                                                   | 13                                                                   | 1                                                                    | 2                                                                    | 40                                                                   | 54                                                                   | 11                                                                   | 1e                                                                   | Kampioensgroep                                                       | Achtste finale                                                       | Niet gespeeld                                                        | – |
| 2018/19                                                              | Eredivisie (Kampioensgroep)                                          | 8                                                                    | 3                                                                    | 2                                                                    | 3                                                                    | 31                                                                   | 16                                                                   | 11                                                                   | 3e                                                                   | –                                                                    | Achtste finale                                                       | Niet gespeeld                                                        | – |
| 2019/20                                                              | Eredivisie                                                           | 12                                                                   | 10                                                                   | 2                                                                    | 0                                                                    | 32                                                                   | 42                                                                   | 8                                                                    | 1e                                                                   | Kampioensgroep UEFA Women's Champions League                         | n.v.t.                                                               | 2e                                                                   | Door de coronacrisis is competitie niet afgemaakt. De tussenstand na 12 speelrondes werd de eindstand Dit hield in dat er geen kampioensgroep of plaatseringsgroep was. Als nummer 1 van de competitie werd PSV aangewezen voor het eerste Europese startbewijs, voor het eerst in de geschiedenis van PSV. |
| 2020/21                                                              | Vrouwen Eredivisie                                                   | 14                                                                   | 10                                                                   | 1                                                                    | 3                                                                    | 31                                                                   | 33                                                                   | 14                                                                   | 2e                                                                   | Kampioensgroep                                                       | Winnaar                                                              | 3e                                                                   | PSV wint met de KNVB Beker haar eerste prijs uit de geschiedenis. |
| 2020/21                                                              | Vrouwen Eredivisie (Kampioensgroep)                                  | 6                                                                    | 4                                                                    | 0                                                                    | 2                                                                    | 28                                                                   | 16                                                                   | 9                                                                    | 2e                                                                   | UEFA Women's Champions League                                        | Winnaar                                                              | 3e                                                                   | PSV wint met de KNVB Beker haar eerste prijs uit de geschiedenis. |
| 2021/22                                                              | Vrouwen Eredivisie                                                   | 24                                                                   | 13                                                                   | 4                                                                    | 7                                                                    | 43                                                                   | 35                                                                   | 29                                                                   | 3e                                                                   | –                                                                    | Finalist                                                             | Halve finale                                                         | – |
| 2022/23                                                              | Vrouwen Eredivisie                                                   | 20                                                                   | 11                                                                   | 2                                                                    | 7                                                                    | 35                                                                   | 36                                                                   | 23                                                                   | 4e                                                                   |                                                                      | Finalist                                                             | Halve finale                                                         | |
| 2023/24                                                              | Vrouwen Eredivisie                                                   | 22                                                                   | 12                                                                   | 5                                                                    | 5                                                                    | 41                                                                   | 52                                                                   | 24                                                                   | 3e                                                                   |                                                                      | Achtste finale                                                       | Halve finale                                                         | |
| 2024/25                                                              | Vrouwen Eredivisie                                                   | 22                                                                   | 18                                                                   | 3                                                                    | 1                                                                    | 57                                                                   | 58                                                                   | 13                                                                   | 2e                                                                   | UEFA Women's Champions League                                        | Finalist                                                             | Winnaar                                                              | |
| 2025/26                                                              | Vrouwen Eredivisie                                                   |                                                                      |                                                                      |                                                                      |                                                                      |                                                                      |                                                                      |                                                                      | e                                                                    |                                                                      |                                                                      |                                                                      | |

### Topscorers
- 2012/13:  Daniëlle van de Donk (14)
- 2013/14:  Daniëlle van de Donk (12)
- 2014/15:  Daniëlle van de Donk (10)
- 2015/16:  Nadia Coolen (12)
- 2016/17:  Vanity Lewerissa (17)
- 2017/18:  Vanity Lewerissa (10)
- 2018/19:  Katja Snoeijs (20)
- 2019/20:  Joëlle Smits (16)
- 2020/21:  Joëlle Smits (23)
- 2021/22:  Desiree van Lunteren (10)
- 2022/23:  Esmee Brugts (8)
- 2023/24:  Joëlle Smits (16)
- 2024/25:  Renate Jansen (12)
- 2025/26: n.n.b.

### In Europa
In seizoen 2020/21 nam PSV voor het eerst deel aan een Europees toernooi. Als aangewezen nummer 1 van het seizoen 2019/20 mocht de club deelnemen aan de UEFA Women's Champions League. Daarmee was PSV na Ter Leede, SV Saestum, ADO Den Haag, AZ en Ajax de zevende club die Nederland vertegenwoordigde in Europa.
- PSV doelpunten altijd eerst

| Seizoen | Competitie            | Ronde         | Land              | Club             | Totaalscore | Thuis | Uit   | PUC |
| ------- | --------------------- | ------------- | ----------------- | ---------------- | ----------- | ----- | ----- | --- |
| 2020/21 | UEFA Champions League | 1/16          | Vlag van Spanje   | Barcelona        | 2 – 8       | 1 – 4 | 1 – 4 | 0.0 |
| 2021/22 | UEFA Champions League | KR1 h.-finale | Vlag van Rusland  | Lokomotiv Moskou | 5 – 3 n.v.  |       | 5 – 3 |     |
| 2021/22 | UEFA Champions League | KR1 finale    | Vlag van Engeland | Arsenal          | 1 – 3       |       | 1 – 3 |     |

Totaal aantal punten voor UEFA-coëfficiënten: 0.0
- Zie ook: Deelnemers UEFA toernooien Nederland#Vrouwen

### Trainers
- 2012–0000:  Hesterine de Reus
- 2012–2018:  Nebojša Vuckovic
- 2018–2020:  Sander Luiten
- 2020–2023:  Rick de Rooij
- 2023–heden:  Roeland ten Berge

### Records
| Omschrijving                                | Kader             | Datum            | Uitkomst                                                                                         |
| ------------------------------------------- | ----------------- | ---------------- | ------------------------------------------------------------------------------------------------ |
| Eerste doelpunt ooit                        | Competitie        | 24 augustus 2012 | Daniëlle van de Donk competitie tegen ADO Den Haag                                               |
| Eerste doelpunt ooit                        | Beker             | 16 februari 2013 | Sylke Calleeuw KNVB beker tegen SC Buitenveldert                                                 |
| Eerste doelpunt ooit                        | Vriendschappelijk | 28 juli 2012     | Nadia Coolen vriendschappelijk tegen Queens Park Rangers FC U19                                  |
| Grootste overwinning                        | Competitie        | 14 december 2018 | Achilles '29 − PSV (1 − 9)                                                                       |
| Grootste overwinning                        | Beker             | 11 april 2014    | SC Buitenveldert − PSV/FC Eindhoven (0 − 7)                                                      |
| Grootste overwinning                        | Vriendschappelijk | 6 augustus 2012  | PSV/FC Eindhoven − Lommel United WS (20 − 0)                                                     |
| Grootste nederlaag                          | Competitie        | 16 november 2012 | FC Twente − PSV/FC Eindhoven (5 − 1)                                                             |
| Grootste nederlaag                          | Competitie        | 19 december 2014 | PSV/FC Eindhoven − Standard Luik (1 − 5)                                                         |
| Grootste nederlaag                          | Beker             | 14 maart 2015    | PSV/FC Eindhoven − FC Twente (0 − 2)                                                             |
| Grootste nederlaag                          | Vriendschappelijk | 21 november 2012 | PSV/FC Eindhoven − VV UNA B1 (1 − 8)                                                             |
| Meest doelpuntrijke wedstrijd               | Competitie        | 7 september 2012 | PEC Zwolle − PSV/FC Eindhoven (5 − 2)                                                            |
| Meest doelpuntrijke wedstrijd               | Competitie        | 30 maart 2013    | Beerschot AC − PSV/FC Eindhoven (2 − 5)                                                          |
| Meest doelpuntrijke wedstrijd               | Beker             | 11 april 2014    | SC Buitenveldert − PSV/FC Eindhoven (0 − 7)                                                      |
| Meest doelpuntrijke wedstrijd               | Vriendschappelijk | 6 augustus 2012  | PSV/FC Eindhoven − Lommel United WS (20 − 0)                                                     |
| Meest gescoorde doelpunten in één wedstrijd | Competitie        | 30 maart 2013    | 3× Mauri van de Wetering tijdens Beerschot AC − PSV/FC Eindhoven (2 − 5)                         |
| Meest gescoorde doelpunten in één wedstrijd | Competitie        | 11 oktober 2013  | 3× Daniëlle van de Donk tijdens Telstar − PSV/FC Eindhoven (2 − 3)                               |
| Meest gescoorde doelpunten in één wedstrijd | Beker             | 11 april 2014    | 3× Daniëlle van de Donk en Lisanne Vermeulen tijdens SC Buitenveldert − PSV/FC Eindhoven (0 − 7) |
| Meest gescoorde doelpunten in één wedstrijd | Vriendschappelijk | 6 augustus 2012  | 9× Marjolijn van den Bighelaar tijdens PSV/FC Eindhoven − Lommel United WS (20 − 0)              |

 Laatste update: 15 mei 2013 20:22 (MEZT)

### Internationals
Vanaf het begin heeft PSV/FC Eindhoven internationals geleverd aan het Nederlands elftal. Angela Christ, Kika van Es, Marije Brummel en Daniëlle van de Donk waren al international op het moment dat ze naar PSV/FC Eindhoven kwamen. Kika van Es en Marije Brummel raakten echter geblesseerd en misten beiden daardoor de eerste interland van het seizoen 2012/2013 op 15 september tegen Zweden. Angela Christ en Daniëlle van de Donk werden wel beiden geselecteerd voor deze wedstrijd. Angela Christ startte in deze vriendschappelijke wedstrijd in de basis, Daniëlle van de Donk zat op de bank en viel niet in.

## Jong PSV Vrouwen

### Selectie
Bijgewerkt op 19 november 2021
| Nr.           | Naam               | Geboortedatum | Sinds | Vorige Club |
| ------------- | ------------------ | ------------- | ----- | ----------- |
| Keepers       |                    |               |       |             |
| 31            | Femke Bastiaen     |               |       |             |
| 41            | Nikki de Haan      |               |       |             |
| Verdedigers   |                    |               |       |             |
| 26            | Eef Smits          |               |       |             |
| 27            | Senna Koeleman     |               |       |             |
| 32            | Lieke de With      |               |       |             |
| 38            | Kris van Vliet     |               |       |             |
| 42            | Emma Frijns        |               |       |             |
| Middenvelders |                    |               |       |             |
| 28            | Dieke van Straten  |               |       |             |
| 30            | Janneke Verheijen  |               |       |             |
| 33            | Lena Mahieu        |               |       |             |
| 35            | Janne Verbakel     |               |       |             |
| 39            | Jikke de Raaff     |               |       |             |
| 43            | Kealyn Thomas      |               |       |             |
| 46            | Robine Lacroix     |               |       |             |
| Aanvallers    |                    |               |       |             |
| 29            | Fleur Stoit        |               |       |             |
| 34            | Shi-Jona Martina   |               |       |             |
| 36            | Zera Hulswit       |               |       |             |
| 37            | Suus van der Drift |               |       |             |
| 45            | Mara Gofferjé      |               |       |             |

### Staf
Bijgewerkt tot 19 november 2021
| Organisatie        |                       |                        |      |                            |
| Vlag van Nederland | Sandra Doreleijers    | Manager vrouwenvoetbal | 2018 |                            |
| Vlag van Nederland | Tim Mooren            | Teammanager            | 2020 | Nederlands Elftal onder 17 |
| Technische staf    |                       |                        |      |                            |
| Vlag van Nederland | Mark den Brok         | Hoofdtrainer           | 2020 |                            |
| Vlag van Nederland | Mauri van de Wetering | Assistent-trainer      | 2020 | PSV Eindhoven              |
| Vlag van Nederland | Thijs van Esch        | Keeperstrainer         |      |                            |
| Medische staf      |                       |                        |      |                            |
| Vlag van Nederland | Bob Willems           | Fysieke trainer        |      |                            |
| Vlag van Nederland | Daan van Brussel      | Fysiotherapeut         |      |                            |
| Vlag van Nederland | Rolf Timmermans       | Clubarts               |      |                            |
| Analyse staf       |                       |                        |      |                            |
| Vlag van Nederland | Thijs van Esch        | Video-analist          |      |                            |

## Voetnoten
1 Evrard ·
2 Thrige ·
3 Hendriks ·
5 Bross ·
6 Folkertsma ·
10 Ripa ·
11 Jansen ·
14 Strik ·
16 Alkemade ·
17 Jacobs ·
20 Nijstad ·
21 Lacroix ·
23 Kemper-Moorrees ·
24 Henschen ·
25 Frijns ·
26 Biegel Esteves ·
27 Xhemaili ·
29 Kalma ·
Haentjens ·
Nouwen ·
Rijsbergen ·
Coach: Ten Berge
· Assistent-coach: Van Dael
ADO Den Haag · Ajax · AZ · Excelsior · Feyenoord · sc Heerenveen · NAC Breda · PEC Zwolle · PSV · Telstar · FC Twente · FC Utrecht